# Riak
 (avril 2021).
Riak est un système de gestion de base de données distribué, scalable de manière linéaire, hautes performances, sans schéma et orienté clé-valeur. Riak est écrit avec les langages de programmation Erlang, C et JavaScript, distribué sous licence Apache et inspiré de Dynamo. Il fait partie de la mouvance NoSQL et vise la meilleure tolérance aux pannes possible.
Riak est un système distribué puissant, avec une haute disponibilité, et une tolérance à la panne. Il permet une déconnexion des nœuds pouvant être défaillant, possible sans dégradation ou perte de l’intégrité des données et permet d'effectuer des requêtes REST HTTP, dans une douzaine de langages de programmation.

## Historique
Publié en 2009, Riak est initialement développé par Basho Technologies (en) pour une force de vente en ligne.

## Principales caractéristiques

### Données manipulées
Riak fragmente les données en bucket, un bucket est une manière de séparer logiquement les données. Un bucket est aussi un moyen de définir des propriétés différentes pour des objets différents, comme la réplication pour différents types de données.

#### La faiblesse de Riak: une durabilité non automatique
Les écritures de Riak sont mises en mémoires tampon avant d'être mises en mémoire physique sur un disque. Riak écrit sur des "nœuds", Lorsque l'écriture sur un nœud est considérée comme réussie il est toujours possible qu’une défaillance ou un nœud perd ses données

#### L'interface de Riak
Riak utilise HTTP et les opérateurs CRUD (pour create, read, update, delete) de services Restful
- POST (Create),
- GET (Read),
- PUT (Update),
- and DELETE (Delete).

Le modèle de l’URL est http://SERVER:PORT/riak/BUCKET/KEY

#### Les liens
L’API HTTP de Riak offre un moyen simple de récupérer des objets liés à un nombre arbitraire de liens.

### Déploiement
Pour démarrer des instances de serveurs il faut lancer la commande riak start. Par exemple :
$ dev/dev1/bin/riak start
$ dev/dev2/bin/riak start
$ dev/dev3/bin/riak start
Pour créer un cluster il faut le faire à l’aide de la commande de riak-admin de chaque serveur appelé joint (jointure) et les pointer vers un autre nœud du cluster. Par exemple :
$ dev/dev2/bin/riak-admin join dev1@127.0.0.1
$ dev/dev3/bin/riak-admin join dev2@127.0.0.1

## Mises en œuvre notables
- Mozilla Test Pilot[1]